# Oggetti non stellari nella costellazione della Balena
Principali oggetti non stellari presenti nella costellazione della Balena.

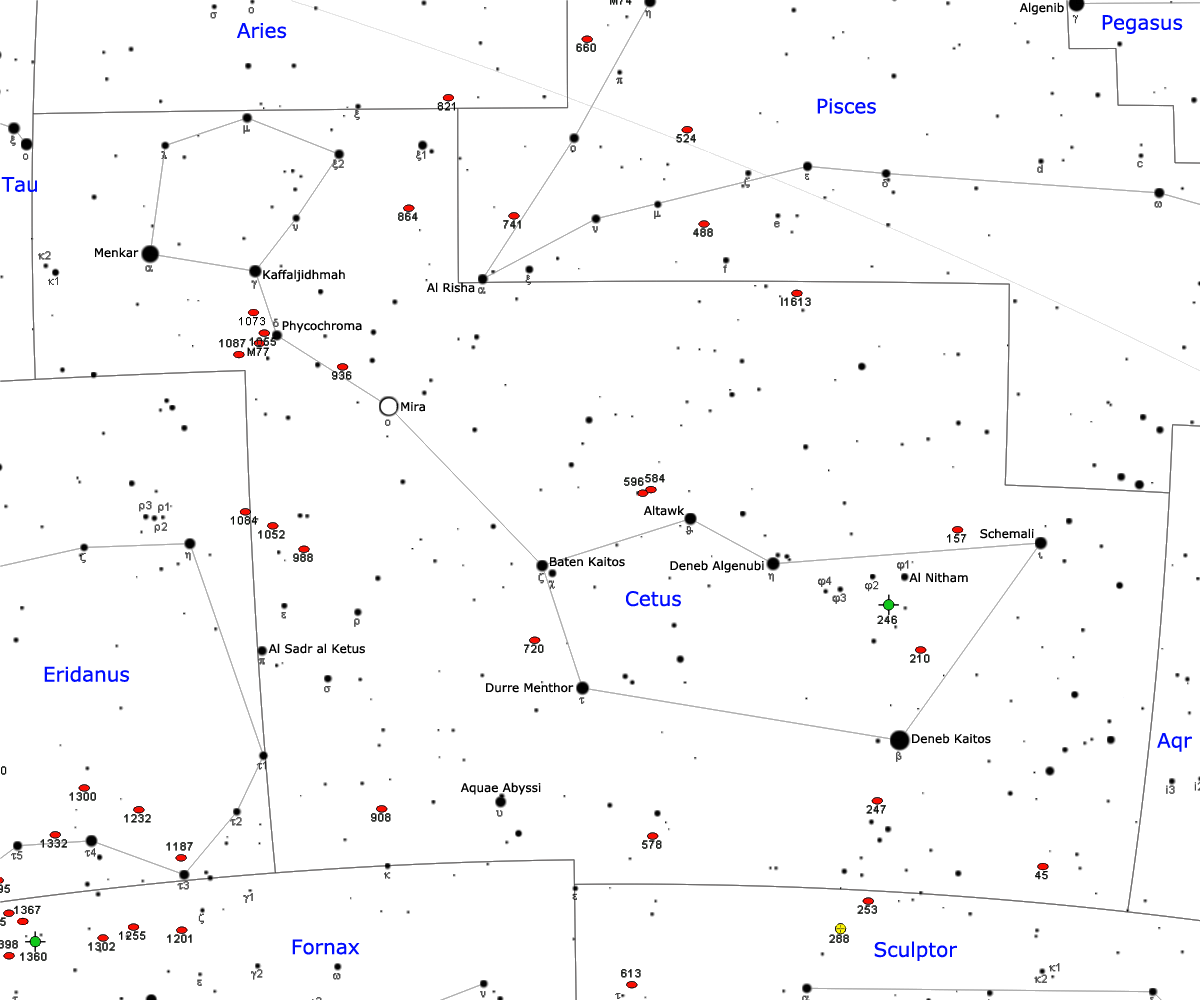
Mappa della costellazione della Balena.

## Galassie
- Arp 147
- ESO 540-030
- Galassia di Wolf-Lundmark-Melotte
- Galassia nana della Balena
- HCM-6A
- HXMM01
- IC 1613
- M77
- Markarian 573
- NGC 34
- NGC 45
- NGC 154
- NGC 155
- NGC 157
- NGC 161
- NGC 163
- NGC 165
- NGC 167
- NGC 168
- NGC 170
- NGC 171
- NGC 172
- NGC 173
- NGC 177
- NGC 178
- NGC 179
- NGC 187
- NGC 191
- NGC 192
- NGC 195
- NGC 196
- NGC 197
- NGC 201
- NGC 207
- NGC 209
- NGC 210
- NGC 216
- NGC 217
- NGC 219
- NGC 223
- NGC 227
- NGC 230
- NGC 232
- NGC 235
- NGC 237
- NGC 239
- NGC 244
- NGC 245
- NGC 247
- NGC 255
- NGC 259
- NGC 263
- NGC 268
- NGC 270
- NGC 271
- NGC 273
- NGC 274
- NGC 275
- NGC 276
- NGC 277
- NGC 278
- NGC 279
- NGC 283
- NGC 284
- NGC 285
- NGC 286
- NGC 291
- NGC 293
- NGC 297
- NGC 298
- NGC 391
- NGC 428
- NGC 519
- NGC 521
- NGC 530
- NGC 533
- NGC 535
- NGC 538
- NGC 539
- NGC 540
- NGC 541
- NGC 543
- NGC 545
- NGC 547
- NGC 548
- NGC 550
- NGC 554
- NGC 555
- NGC 556
- NGC 557
- NGC 558
- NGC 560
- NGC 564
- NGC 565
- NGC 567
- NGC 570
- NGC 577
- NGC 578
- NGC 583
- NGC 584
- NGC 585
- NGC 586
- NGC 589
- NGC 593
- NGC 594
- NGC 596
- NGC 599
- NGC 600
- NGC 601
- NGC 615
- NGC 617
- NGC 622
- NGC 624
- NGC 635
- NGC 636
- NGC 640
- NGC 647
- NGC 648
- NGC 649
- NGC 655
- NGC 667
- NGC 681
- NGC 682
- NGC 690
- NGC 699
- NGC 701
- NGC 702
- NGC 707
- NGC 713
- NGC 715
- NGC 720
- NGC 723
- NGC 725
- NGC 726
- NGC 731
- NGC 734
- NGC 747
- NGC 748
- NGC 755
- NGC 756
- NGC 758
- NGC 762
- NGC 767
- NGC 768
- NGC 773
- NGC 779
- NGC 787
- NGC 788
- NGC 790
- NGC 799
- NGC 800
- NGC 806
- NGC 808
- NGC 809
- NGC 810
- NGC 811
- NGC 814
- NGC 815
- NGC 825
- NGC 827
- NGC 829
- NGC 830
- NGC 831
- NGC 833
- NGC 835
- NGC 836
- NGC 837
- NGC 838
- NGC 839
- NGC 840
- NGC 842
- NGC 844
- NGC 848
- NGC 849
- NGC 850
- NGC 851
- NGC 853
- NGC 858
- NGC 859
- NGC 863
- NGC 864
- NGC 867
- NGC 868
- NGC 872
- NGC 873
- NGC 874
- NGC 878
- NGC 879
- NGC 880
- NGC 881
- NGC 883
- NGC 887
- NGC 892
- NGC 894
- NGC 895
- NGC 899
- NGC 902
- NGC 905
- NGC 907
- NGC 908
- NGC 921
- NGC 926
- NGC 929
- NGC 934
- NGC 936
- NGC 941
- NGC 942
- NGC 943
- NGC 944
- NGC 945
- NGC 947
- NGC 948
- NGC 950
- NGC 951
- NGC 955
- NGC 958
- NGC 960
- NGC 961
- NGC 963
- NGC 965
- NGC 966
- NGC 967
- NGC 975
- NGC 977
- NGC 981
- NGC 985
- NGC 988
- NGC 989
- NGC 991
- NGC 993
- NGC 994
- NGC 997
- NGC 998
- NGC 1004
- NGC 1006
- NGC 1007
- NGC 1008
- NGC 1009
- NGC 1011
- NGC 1013
- NGC 1015
- NGC 1016
- NGC 1017
- NGC 1018
- NGC 1019
- NGC 1020
- NGC 1021
- NGC 1022
- NGC 1026
- NGC 1032
- NGC 1033
- NGC 1034
- NGC 1035
- NGC 1038
- NGC 1041
- NGC 1042
- NGC 1043
- NGC 1044
- NGC 1045
- NGC 1046
- NGC 1047
- NGC 1048
- NGC 1048A
- NGC 1052
- NGC 1055
- NGC 1063
- NGC 1064
- NGC 1065
- NGC 1069
- NGC 1070
- NGC 1071
- NGC 1072
- NGC 1073
- NGC 1074
- NGC 1075
- NGC 1076
- NGC 1078
- NGC 1080
- NGC 1085
- NGC 1087
- NGC 1090
- NGC 1094
- NGC 1095
- NGC 1101
- NGC 1104
- NGC 1107
- NGC 1128
- NGC 1137
- NGC 1141
- NGC 1142
- NGC 1149
- NGC 1153
- NGC 1194
- NGC 1211
- NGC 1218
- NGC 1219
- NGC 1254
- NGC 1280
- SDSS J015957.64+003310.5
- SXDF-NB1006-2
- UGC 1382

## Ammassi di galassie
- Abell 85
- Abell 133
- Abell 194
- Abell 209
- Abell 222
- Abell 223
- Abell 226
- Abell 315
- Abell 370
- Abell 400
- CLG J02182-05102
- HCG 16
- IRC 0218
- JKCS 041
- MACS J0025.4-1222
- SC0028-0005 (superammasso)
- Superammasso dell'Aquario
- Superammasso dell'Aquario-Balena
- Superammasso della Balena A
- XDCP J0044.0-2033 (superammasso)
- XLSSC-e (superammasso)

## Gruppi di galassie
- Gruppo di NGC 151
- Gruppo di NGC 271
- Gruppo di NGC 337
- Gruppo di NGC 545
- Gruppo di NGC 584
- Gruppo di NGC 585
- Gruppo di NGC 681
- Gruppo di NGC 788
- Gruppo di NGC 825
- Gruppo di NGC 827
- Gruppo di NGC 864
- Gruppo di NGC 908
- Gruppo di NGC 936
- Gruppo di NGC 945
- Gruppo di NGC 1016
- Gruppo di NGC 1084
- Gruppo di NGC 1137

## Buchi neri
- 3C 75

## Nebulose planetarie
- NGC 246

## Altri oggetti
- NGC 122
- NGC 123
- 9io9